# 军营民谣
军营民谣是1990年代由小曾、老兵、黄志坚三人组合，以及另外一个由杨柳、高歌、秦天三人组合共同演绎的以表现军营生活为主题的民谣式音乐。歌曲取材于军营生活。

## “军营民谣”的缘起
1995年初，退伍军人曾洪德（小曾），把自己创作的一组取材于军营生活的歌曲，投稿到中国唱片广州公司。這首歌曲以其通俗的曲调，以及纯真朴实的歌词感动了当时唱片公司的音乐制作人吴颂今，虽然歌曲出自一个未经过专业音乐素養训练的退伍军人之手，但是小曾在歌曲中表现出来的音乐才华仍然令吴颂今欣喜不已，富于经验的吴颂今感到这组歌曲是很值得雕琢的璞玉，于是，吴颂今利用出差机会找到曾德洪，两人反复切磋，又经加工修改，最后定稿了10首歌曲。此后，吴颂今到各地军营中选拔演唱人员，最终从几十名军营歌手中选拔了北京军区战友歌舞团歌手牟青、武警广州黄埔边防检查站文艺兵黄志坚，加上歌曲的原作者曾德洪，迅速地组成三人演唱组，终于录制出第一盒专辑，命名为“军营民谣”。

## 取材军营的音乐
连队生活的韵味，往往影响着士兵的心境。当时还在部队服役的小曾深深地感受到，在90年代的军营环境里，一个士兵在自然状态下的基本心境，不是《说打就打》之类的歌曲就涵盖得了的，甚至《说句心里话》也不够体贴。
- 于是，在一种不自觉的状态下，小曾急切地想找一种更能表达士兵内心活动的东西，于是他尝试寻找一种更贴近士兵生活的音乐话语，《新兵想家》就在这种背景之下诞生了。《新兵想家》的作用是积极的，他通过音乐唱响了新兵们共同的心声。使初入军营，对军营生活还有一些陌生的新兵们带来一丝情感上的安慰。

- 《老吴》这首歌是根据真实的故事改编成音乐的，它来源于真实的生活，歌曲中的叙述的老吴的原型是小曾服役所在驻地的一个60多岁的老农，当年当过红军的交通员，经常来部队教战士们种菜，还送来花生、甘蔗给战友们吃，这些情节都在这首歌曲中得到了体现。

- 部队驻地有个姑娘爱上了小曾一位同年战友。退伍后姑娘找上门去，说要嫁给他。战友问小曾：“我该怎么办？”小曾说：“现在可以爱了。”这个故事就成了《驻地姑娘》创作的素材。因为这首歌涉及到关于部队纪律严明问题、服役期间军人的感情约束问题，因此难免受到外界的一些非议和不理解。对此，小曾是这样解释的，“这是许多部队军人都遇到的问题，你不能装做没有这种事，‘因为兵可爱，驻地姑娘才爱嘛’。而且我对歌词的处理完全维护部队纪律严明的形象，因为歌词中我反复强调：‘驻地的姑娘啊，我们却不能够相爱，驻地的姑娘啊……，我们却不能够……不能够相……爱’”。

- 当然军营民谣中最脍炙人口、最受青睐的莫过于《我的老班长》。同样的这首的创作灵感取材于真实的生活情感，退伍的小曾，好长一段时间常常抱着吉他自弹自唱，走不出对往昔部队生活的眷恋和惆怅的回忆。不少曾带过的兵来信，要小曾的相片，又问“嫂子”如何……由此，小曾很自然地回忆起自己的老班长们，一种情绪由衷地涌动在心头，他决定把自己的感受抒发在音乐上，而在诉诸笔端时小曾则干脆摘取了战友来信中的语句：“我的老班长，你现在过得怎么样……”。一首《我的老班长》就在小曾对老班长们的怀念中孕育出来了。

“平面化呈现生活”、“新写实民谣”，这是拒绝浪漫的90年代来自军营的特定的抒情方式。不管怎样，《军营民谣》感动成千上万歌迷的秘密，就藏在这种表达方式背后

## 军营民谣的演唱者
军营民谣诞生初始,由老兵、小曾、黄志坚三人组合演唱第一张专集。他们身穿迷彩服的军人形象为军营民谣赢得了众多的歌迷。完成首辑《军营民谣》后，签约期满的“军营三人组”相继离去，然而对军营民谣的前途充满信心的颂今音乐室于是趁热打铁，立即重新招兵买马，组成了新的三人组合，即“陆海空三人组”。新三人演唱组的成员为秦天、高歌和杨柳，是分别来自陆海空三军的业余文艺兵。

## 发展历程
- 1995年7月，在郑州举行的第二届流行歌曲研讨会上，一身迷彩的三人演唱组与《军营民谣》盒带首次亮相。
- 接着，新组合成的陆海空三人组很快就推出了新专辑《军营民谣 ·陆海空》。
- 1997年秋，小曾带着一组新歌回归《军营民谣》，与颂今音乐室重新签约。随着创作演唱队伍的不断壮大，很快又推出两盒《军营民谣》新专辑。
- 1998年3月，在上海举办的中唱公司音像订货会上，《军营民谣 ·女兵的小秘密》被隆重推出，这已是《军营民谣》的第五盒专辑。青春亮丽的三位女兵演唱的新歌，给《军营民谣》增添了一股清新妩媚的气息。